# Fyltur lundi

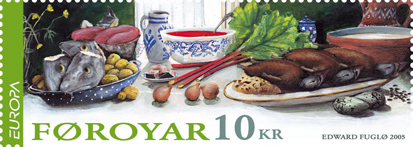
Faerská poštovní známka, vpravo jsou zobrazeni nadívaní papuchalci – fyltur lundi

Fyltur lundi je tradiční sváteční faerské jídlo. Tento pokrm se připravuje z papuchalků bělobradých, kteří se na Faerských ostrovech tradičně loví. Papuchalci se zbaví peří, hlavy, křídel a vnitřností. Poté se naplní nádivkou. Nádivka se připraví z těsta z margarínu utřeného s cukrem a vajíčky. Přidá se mouka a prášek do pečiva. Těsto se promíchá a přidají se rozinky. Tímto těstem se naplní papuchalci a vaří se ve slané vodě jednu až jednu a půl hodiny,  nebo se upečou.
Uvaření nadívaní papuchalci se podávají s vařenými brambory a džemem.